# Лодки покидают порт в Трувилле
«Лодки покидают порт в Трувилле» (фр. Barque sortant du port de Trouville) - немой короткометражный фильм Жоржа Мельеса. Фильм считается утраченным, а информации о нём минимальное количество. Премьера состоялась во Франции в 1896 году.